# Major Crimes
Major Crimes ou Crimes majeurs au Québec est une série télévisée américaine en 105 épisodes de 45 minutes créée par James Duff, Michael M. Robin et Greer Shephard, diffusée entre le 13 août 2012 et le 9 janvier 2018 sur la chaîne TNT aux États-Unis et en simultané sur Super Channel au Canada pour les quatre premières saisons.
Elle est la série dérivée de The Closer : L.A. enquêtes prioritaires.
La série est diffusée au Québec depuis le 30 mai 2013 sur Séries+, en Belgique depuis le 3 juillet 2014 sur La Une, en Suisse depuis le 27 avril 2015 sur RTS Un et en France du 4 mai 2015 au 18 juillet 2022 sur France 2.

## Synopsis
Le capitaine de police Sharon Raydor succède au chef adjoint Brenda Leigh Johnson à la tête de la brigade des crimes majeurs de la police de Los Angeles (The Closer). Cette brigade enquête sur les crimes dits majeurs. L'équipe du capitaine Sharon Raydor est composée des lieutenants Louie Provenza, Andy Flynn et Michael Tao, des inspecteurs Julio Sanchez et Amy Sykes ainsi que de Buzz Watson, chargé de filmer les faits de l'équipe et des questions informatiques. Le docteur Fernando Morales est le médecin légiste officiel.

## Distribution

### Acteurs principaux
- Mary McDonnell (VF : Véronique Augereau) : la capitaine puis commandante Sharon Raydor
- G. W. Bailey (VF : Jean-Claude De Goros) : le lieutenant Louie Provenza
- Anthony Denison (VF : Érik Colin saison 1, Gabriel Le Doze depuis saison 2) : le lieutenant Andy Flynn
- Michael Paul Chan (VF : Olivier Destrez) : le lieutenant Michael dit « Mike » Tao
- Raymond Cruz (VF : Jérôme Rebbot) : l'inspecteur Julio Sanchez
- Phillip P. Keene (VF : Patrick Delage) : Buzz Watson
- Kearran Giovanni (VF : Marie Zidi) : l'inspectrice Amy Sykes
- Graham Patrick Martin (VF : Thomas Sagols) : Rusty Beck
- Robert Gossett (VF : Benoît Allemane) : l'assistant en chef Russell Taylor (depuis saison 2, récurrent auparavant)
- Jessica Meraz (VF : Karine Foviau) : l'inspectrice Camila Paige (saison 6)
- Nadine Velazquez (VF : Sylvie Jacob) : la procureure adjointe Emma Rios (principale saison 2, invitée saison 3)

### Acteurs secondaires
- Jonathan Del Arco (VF : Laurent Morteau) : Dr  Fernando Morales (récurrent saison 1, régulier depuis saison 2)
- Jon Tenney (VF : Bernard Lanneau) : l'agent spécial du FBI Fritz Howard (invité saisons 1 et 2, récurrent depuis saison 3)
- Ransford Doherty (VF : Yann Peira) : Kendall (récurrent depuis saison 1)
- Kathe Mazur (VF : Martine Meiraghe) : la substitut Andrea Hobbs (récurrente saisons 1 et 2, régulière depuis saison 3)
- Tom Berenger (VF : Hervé Jolly) : Jackson Raydor (invité depuis saison 2)
- Malcolm-Jamal Warner (VF : Frantz Confiac) : le lieutenant Chuck Cooper (invité saison 2, récurrent depuis saison 3)
- Bill Brochtrup (en) (VF : Guy Chapellier) : Dr Joe Bowman, le psychologue de Rusty (invité depuis saison 2)
- Laurie Holden (VF : Déborah Perret) : Ann McGinnis (récurrente saison 3)
- Ever Carradine (VF : Marie Chevalot) : Sharon Beck, mère de Rusty (récurrente depuis saison 3)
- Daniel DiTomasso (VF : Alexis Victor) : l'inspecteur Wes Nolan (saison 5)

### Invités
- Version française
  - Société de doublage : TVS[8],[9]
  - Direction artistique : Laura Préjean[9]
  - Adaptation des dialogues : Samuel Jegot, Bérénice Froger, Jérôme Dalotel et Aurélie Cutayar[9]

 Source et légende : version française (VF) sur RS Doublage et Doublage Séries Database

## Développement
Le 10 décembre 2010, TNT a annoncé que la septième saison de The Closer serait la dernière, car l'actrice Kyra Sedgwick n'avait pas l'intention de renouveler son contrat pour une autre saison.
Le 30 janvier 2011, la chaîne a annoncé qu'il serait ajouté six épisodes aux quinze déjà prévus pour la dernière saison de The Closer : L.A. enquêtes prioritaires, ces six épisodes étant une préparation a un éventuel spin-off de la série.
Le 18 mai 2011, TNT a finalement annoncé la création d'une saison de dix épisodes pour la nouvelle série dont le titre est Major Crimes et dont le personnage principal est le capitaine Sharon Raydor interprété par Mary McDonnell.
Le 27 septembre 2012, après le succès de cette première saison (7 millions de téléspectateurs pour le premier épisode puis au moins 4 millions de téléspectateurs), TNT a renouvelé la série pour une deuxième saison de quinze épisodes, augmentée en avril 2013 à 19 épisodes.
Le 15 août 2013, la série a été renouvelée pour une troisième saison de 19 épisodes.
Le 18 juillet 2014, la série a été renouvelée pour une quatrième saison de 23 épisodes.
Le 25 novembre 2015, TNT a renouvelé la série pour une cinquième saison de quinze nouveaux épisodes. Puis le 26 juin 2016, elle commande six épisodes supplémentaires faisant porter la saison à 21 épisodes.
Le 19 janvier 2017, TNT a renouvelé la série pour une sixième saison de treize épisodes.
À la mi-mai 2017, pour la sixième saison, Jessica Meraz décroche un rôle principal alors que Lourdes Benedicto décroche un rôle récurrent.
Lors de la diffusion de la sixième saison aux États-Unis en octobre 2017, TNT a annoncé qu'elle mettait fin à la série, contre la volonté de James Duff.
France 2, qui diffuse la série avec trois ans de retard, décide, en 2021, de ne diffuser que les cinq premiers épisodes de la dernière saison.

## Épisodes

### Première saison (2012-2013)
La première saison est diffusée du 13 août 2012 au 15 octobre 2012.
1. La Remplaçante (Reloaded)
2. Avant-après (Before and After)
3. Pour raisons médicales (Medical Causes)
4. Une histoire de famille (The Ecstasy and the Agony)
5. Comme une traînée de poudre (Citizens Arrest)
6. Sur la touche (Out of Bounds)
7. Pour la bonne cause (The Shame Game)
8. Non-lieu (Dismissed with Prejudice)
9. Bien mal acquis (Cheaters Never Prosper)
10. Sous tutelle (Long Shot)

### Deuxième saison (2013-2014)
Cette deuxième saison est diffusée le 10 juin 2013 au 13 janvier 2014.
1. Dernière scène (Final Cut)
2. Menaces, crimes et effractions (False Pretenses)
3. Influences maternelles (Under the Influence)
4. Témoin clé (I, Witness)
5. Traitement de choc (D.O.A.)
6. À une différence près (Boys Will Be Boys)
7. La Fin de l'alliance (Rules of Engagement)
8. Toucher le fond (The Deep End)
9. Grandeur et décadence (There's No Place Like Home)
10. L'Effet boomerang (Backfire)
11. Crime et téléréalité (Poster Boy)
12. Relations empoisonnées (Pick Your Poison)
13. Le Récidiviste (Jailbait)
14. Faites vos jeux (All In)
15. Carton rouge (Curve Ball)
16. Haute pression (Risk Assessment)
17. Tout doit disparaître (Year-End Blowout)
18. En première ligne, première partie (Return to Sender Part 1)
19. En première ligne, deuxième partie (Return to Sender Part 2)

### Troisième saison (2014-2015)
La troisième saison a été diffusée du 9 juin 2014 au 12 janvier 2015.
1. Envolés (Flight Risk)
2. Remise en liberté (Personal Day)
3. Un bichon à 20 millions (Frozen Assets)
4. Et que justice soit faite (Letting It Go)
5. Ne pas déranger (Do Not Disturb)
6. Une parmi des centaines (Jane Doe)
7. Deux options (Two Options)
8. L'Invité d'honneur (Cutting Loose)
9. Douce vengeance (Sweet Revenge)
10. Les Proies (Zoo Story)
11. Trois couples et un couffin (Down the Drain)
12. Crime passionnel (Party Foul)
13. Apparences trompeuses / Le rôle de sa vie (Acting Out)
14. L'Incendiaire (Trial by Fire)
15. Un réveillon sanglant (Chain Reaction)
16. Un coupable idéal (Leap of Faith)
17. De l'autre côté de la barrière (Internal Affairs)
18. L'Accord 1 (Special Master Part One)
19. L'Accord 2 (Special Master Part Two)

### Quatrième saison (2015-2016)
La quatrième saison a été diffusée du 8 juin 2015 au 14 mars 2016.
1. La Délicatesse d'une rose (A Rose Is a Rose)
2. Appel manqué (Sorry I Missed You)
3. Espionnage, mensonge et vidéo (Open Line)
4. Ou qu'il se taise à jamais (Turn Down)
5. La Balance (Snitch)
6. Effets personnels (Personal Effects)
7. Une cible au hasard (Targets of Opportunity)
8. Disparu (Hostage of Fortune)
9. Peine de cœur (Wish You Were Here)
10. La Cinquième Dynastie (Fifth Dynasty)
11. Les quatre font la paire (Four of a Kind)
12. Trou de mémoire (Blackout)
13. Retour à la réalité (Reality Check)
14. Coup pour coup (Taking the Fall)
15. Envie d'indépendance (The Jumping Off Point)
16. Des escrocs d'opérette (Thick as Thieves)
17. Trouvez Kayla Weber (#FindKaylaWeber)
18. La Folie des grandeurs (Penalty Phase)
19. Rétrospection (Hindsight, Part 1)
20. Le Troisième Homme (Hindsight, Part 2)
21. L'Enterrement (Hindsight, Part 3)
22. Tel est pris qui croyait prendre (Hindsight, Part 4)
23. Au-dessus de tout soupçon (Hindsight, Part 5)

### Cinquième saison (2016-2017)
La cinquième saison a été diffusée du 13 juin 2016 au 12 avril 2017.
1. Une enfance brisée (Present Tense)
2. Majeures et vaccinées (N.S.F.W.)
3. Affaires étrangères (Foreign Affairs)
4. Derrière les apparences (Skin Deep)
5. Comptes actifs (Cashed Out)
6. Piège à touristes (Tourist Trap)
7. Aléa moral (Moral Hazard)
8. Plus dure est la rechute (Off the Wagon)
9. Tragédie grecque (Family Law)
10. Zone d'ombre (Dead Zone)
11. Journée noire (White Lies Part 1)
12. Manipulation (White Lies Part 2)
13. Un garçon sans père (White Lies Part 3)
14. Les Élans du cœur (Heart Failure)
15. Sécurité infaillible (Cleared History)
16. Dissimulation (Quid Pro Quo)
17. Tombé du ciel (Dead Drop)
18. Un goût amer (Bad Blood)
19. À la croisée des chemins (Intersection)
20. Onde de choc, première partie (Shockwave: Part 1)
21. Onde de choc, deuxième partie (Shockwave: Part 2)

### Sixième saison (2017-2018)
Cette sixième et ultime saison a été diffusée du 31 octobre 2017 au 9 janvier 2018.
1. Les Trois Disparus de Saint Joseph (Sanctuary City, Part 1)
2. Le Silence de l'église (Sanctuary City, Part 2)
3. Révélation (Sanctuary City, Part 3)
4. L'étau se resserre (Sanctuary City, Part 4)
5. Vœux sacrés (Sanctuary City, Part 5)
6. Des filles, des burgers et de la bière, première partie (Conspiracy Theory, Part 1)
7. De surprise en surprise (Conspiracy Theory, Part 2)
8. Ce qui se passe à Vegas... (Conspiracy Theory, Part 3)
9. Coup de bluff (Conspiracy Theory, Part 4)
10. Par n'importe quel moyen (By Any Means, Part 1)
11. Gwendolyn (By Any Means, Part 2)
12. Dans les cordes (By Any Means, Part 3)
13. Chasse à l'homme (By Any Means, Part 4)

## Audiences
| Saison | Nombre d'épisodes | Audiences aux États-Unis (en millions) | Audiences aux États-Unis (en millions) | Audiences aux États-Unis (en millions) | Audiences en France (en millions) | Audiences en France (en millions) | Audiences en France (en millions) |
| Saison | Nombre d'épisodes | Première                               | Finale                                 | Moyenne                                | Première                          | Finale                            | Moyenne                           |
| ------ | ----------------- | -------------------------------------- | -------------------------------------- | -------------------------------------- | --------------------------------- | --------------------------------- | --------------------------------- |
| 1      | 10                | 7,18                                   | 5,13                                   | 5,18                                   | 3,76                              | 3,59                              | 3,06                              |
| 2      | 19                | 5,02                                   | 5,43                                   | 4,74                                   | 3,43                              | 1,60                              | 1,98                              |
| 3      | 19                | 5,16                                   | 3,49                                   | 4,53                                   | 2,91                              | 1,09                              | 2,42                              |
| 4      | 23                | 3,99                                   | 3,41                                   | 3,57                                   | 2,17                              | 2,11                              | 2,17                              |
| 5      | 21                | 3,62                                   | 2,89                                   | 3,19                                   | 3,01                              | 3,01                              | 2,53                              |
| 6      | 13                | 1,75                                   | 2,25                                   | 2,19                                   | 2,21                              | 2,16                              | 2,21                              |

## Univers de la série

### Personnages
Sharon Raydor (capitaine puis commandant à partir de la saison 5)
Carriériste, c'est dans l'espoir de monter plus rapidement en grade que Sharon Raydor a fait le choix d'intégrer la police de Los Angeles (LAPD). Aujourd'hui, elle met un point d'honneur à protéger ses inspecteurs et la police de Los Angeles tout en œuvrant toujours pour la justice. Elle est très droite et respecte toujours la loi, même si parfois elle sait faire la part des choses et la contourner pour protéger son équipe et mettre sous les barreaux les criminels. Aux premiers abords elle parait froide, voire sans cœur, mais au fil du temps son équipe la découvre comme étant une femme sensible, généreuse et même drôle, mais aussi comme étant une mère avec Rusty Beck, jeune témoin dans l'affaire Phillip Stroh, qu'elle affectionne beaucoup et qu'elle recueille chez elle. Elle finira par adopter Rusty lors de la saison 3. Elle réussit à se faire accepter et respecter au sein de son équipe, devenant ainsi une personne indispensable au bon fonctionnement des Crimes Majeurs.
Sharon était mariée à Jackson Raydor depuis plus de 30 ans, ils ont eu un garçon ensemble, Richard (Ricky), et une fille, Emily. Séparée de son mari depuis plus de 20 ans à cause des addictions de ce dernier, Sharon divorce lors de la saison 3. Elle entame officiellement une relation avec le lieutenant Andy Flynn à partir de la saison 4. Ils finissent par se fiancer à la saison 5 et se marieront lors de la saison 6.
Lieutenant Louie Provenza
Provenza est un ancien de l'unité vols et homicides qui existait avant la division des enquêtes prioritaires (The Closer). Très critique envers le capitaine Raydor (la comparant au chef adjoint Brenda Leigh Johnson) il développe par la suite du respect ainsi qu'une sorte d'affection pour elle. Bras droit du capitaine Raydor, Provenza est le chef sur les scènes de crime lorsque cette dernière n'est pas présente sur le terrain.
Formé à la vieille école, il a une précieuse expérience du terrain et sait comment conduire une enquête. Amuseur de l'équipe, Provenza a toujours une petite blague en réserve. Sous un aspect bourru, il se montre loyal et protecteur envers ses collègues et respectueux envers les victimes et leurs familles.
Provenza déteste quand quelqu'un s’assoit à son bureau et il fait payer plusieurs centimes l'utilisation de la photocopieuse (ses collègues mettent les pièces dans un petit bocal transparent), car c'est lui qui l'a achetée.
Divorcé quatre fois (dont deux avec la même femme), Provenza a apparemment plusieurs enfants puisqu'il mentionne à de nombreuses reprises qu'il a de lourdes pensions alimentaires à régler. Il a également un petit-fils. Malgré son âge, il refuse de se retirer de la police car lors de ses divorces, il a été convenu qu'il devrait reverser une partie de sa retraite à ses trois ex-femmes. Il entame une relation avec Patrice, la grand-mère d'une criminelle qu'il a fait interner à cause de graves troubles psychologiques, à partir de la saison 3. Elle devient sa femme dans la saison 4.
Lieutenant Andy Flynn
Ancien alcoolique, Flynn détient une force de persuasion sur les autres inspecteurs lorsqu'il s'agit de les rallier à sa cause. Il a toujours une plaisanterie pour motiver l'équipe, même dans des situations stressantes. Il a tendance à aborder les enquêtes criminelles avec opiniâtreté et entêtement, ce qui le conduit à commettre des erreurs de jugement. Mais par ailleurs, il laisse son amitié avec Provenza interférer sur son travail.
Divorcé, il a une fille, Nicole, et un fils. Pour renouer des liens avec ses enfants, il demande de l'aide au capitaine Sharon Raydor qui l'accompagne souvent lors de soirées familiales mais aussi lors du mariage de sa fille. Une relation ambiguë s'installe alors entre eux, car Flynn fait croire à sa famille qu'il y a plus qu'une relation professionnelle entre lui et Sharon. Ils se mettent officiellement ensemble à partir de la saison 4, et Andy devient le mari de Sharon à partir de la saison 6.
Lieutenant Michael Tao
Tao est un expert dans toutes les formes de technologies, notamment les ordinateurs et l'électronique, et ses collègues sont souvent dépassés par ses compétences et ses discours. Il a aussi suivi des cours de médecine.
Il est d'origine chinoise et sa femme Kathy est japonaise. Il a un fils de 17 ans qui se nomme Kevin et deux filles.
Inspecteur Julio Sanchez 
Sanchez est un spécialiste des gangs latinos qui sévissent à Los Angeles (il travaillait à la brigade antigang du LAPD) et parle couramment l'espagnol. D'un tempérament latin, il s'emporte facilement vis-à-vis des suspects usant de son air menaçant, lors des interrogatoires.
Il est veuf ayant perdu sa femme une dizaine d'années auparavant (2 ans avant l'arrivée de Brenda Leigh Johnson). Son  épouse a fait une crise d'épilepsie alors qu'elle conduisait sa voiture. Il drague ouvertement les jolies filles qui croisent son chemin. Sanchez est catholique. Il a six frères et sœurs dont Oscar, tué par un gang à l'âge de 19 ans et Alfonso, qui est en prison pour trafic de drogues.
Inspectrice Amy Sykes
Nouvelle arrivée dans la brigade, au moment de l'entrée en fonction du capitaine Raydor, elle a d'abord du mal à se faire accepter dans l'équipe car elle fayote auprès du capitaine. Mais bien vite, après plusieurs remontrances et remarques de la part du capitaine Raydor, Sykes change de comportement, finissant par se faire accepter par les autres.
Amy entretient une relation avec le lieutenant Cooper depuis la saison 3.
Buzz Watson
Fonctionnaire de la ville, Buzz est le seul membre civil de l'équipe, car il ne fait pas partie de la police. Assistant technique de la division des crimes majeurs, il gère les enregistrements vidéo des lieux des crimes dès l'arrivée des membres de l'équipe ainsi que ceux des interrogatoires. Comme Sanchez, il parle couramment l'espagnol car le mari de sa mère est mexicain. Son père et son oncle étaient des policiers, ils ont été tués lors du braquage d'une superette quand Buzz était enfant. Grâce à l'aide de Rusty, il réussit à résoudre l'affaire.
Chef adjoint Russell Taylor
Le commandant Taylor est un officier de commandement du LAPD. Il semble plus enclin à aider Raydor et la sollicite même à plusieurs reprises pour ses talents, mais garde une attitude condescendante par rapport à elle. C'est souvent lui qui s'occupe de gérer les communications avec la presse au cours des enquêtes. En ce qui concerne sa famille, on sait qu'il a une femme et un fils.
Malheureusement Taylor se fait abattre lors de la saison 5.
Agent spécial du FBI Fritz Howard
Fritz est un agent du FBI entraîné à Washington, muté à Los Angeles. Il a régulièrement l'occasion de travailler avec la division des crimes majeurs. Howard est le mari du chef Johnson.
Rusty (Russell) Beck
À 16 ans, Rusty a été témoin dans l'affaire Phillip Stroh, un avocat qui a violé et tué plusieurs jeunes femmes. Son père l'avait déjà abandonné à la naissance en renonçant à ses droits parentaux. À peine âgé de 15 ans, sa mère l'a laissé seul « en l'oubliant » dans un zoo. Il a dû se prostituer pour survivre. À la suite de son témoignage le capitaine Sharon Raydor décide alors de le recueillir malgré une phase difficile au début. Puis, peu à peu, une relation mère-fils apparaît. Rusty est ainsi adopté par Sharon lors de la saison 3.